# Língua yakan
Yakan é uma língua Malaio-Polinésia falada principalmente na ilha Basilan nas Filipinas. É a língua nativa do povo Yakan, indígenas do maior grupo étnico da ilha. São verca de 100 mil pessoas os seus falantes. Apesar de estar localizada nas Filipinas, a língua não está intimamente relacionada a outras línguas filipinas, mas a um membro das línguas Sama-Bajaw, que por sua vez estão relacionadas às línguas Barito faladas no sul de Bornéu e nas distantesMadagascar e Mayotte.

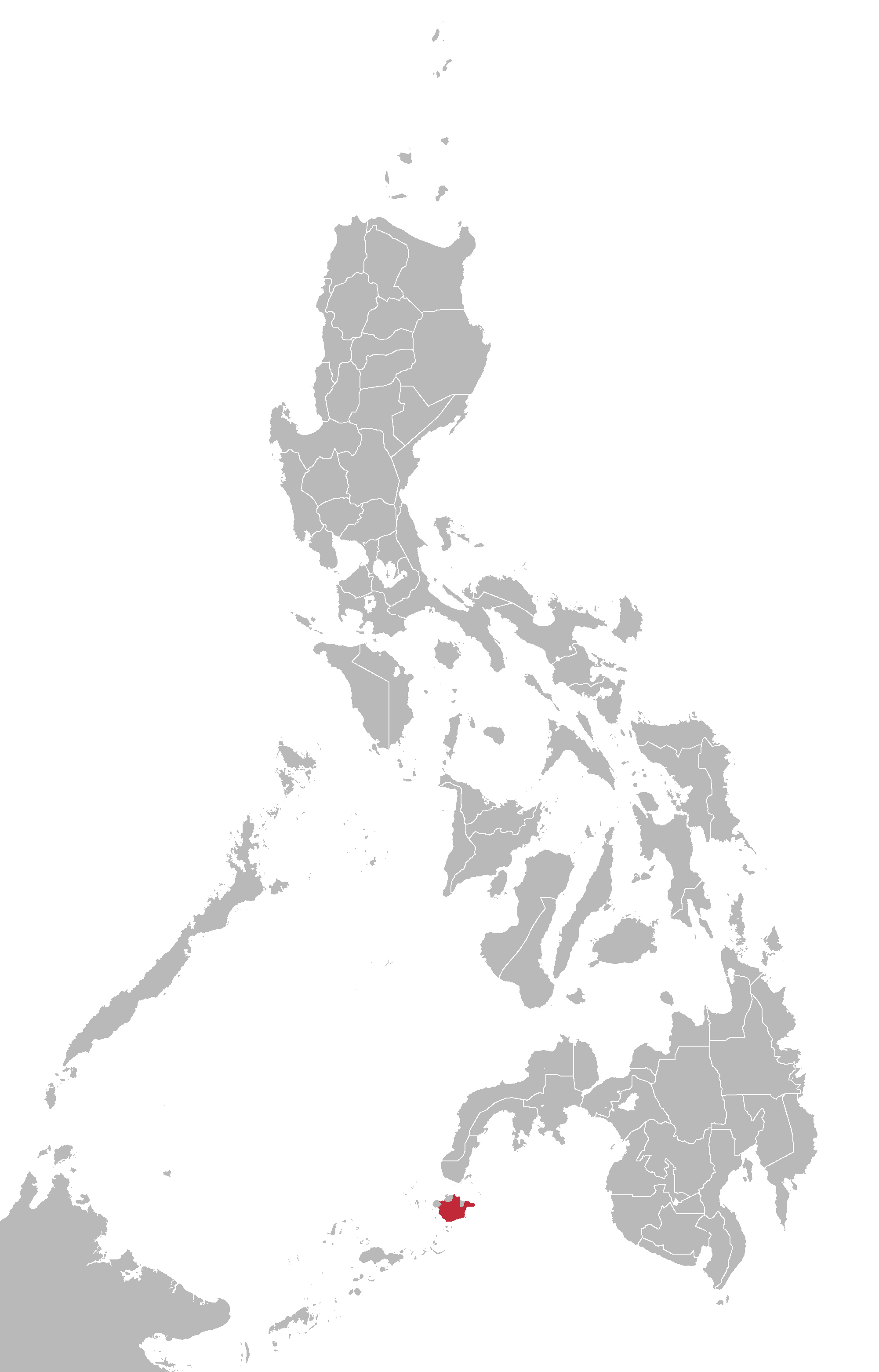
área onde se fala Yakan

## Fonologia

### Vogais
Yakan possui um sistema simples de cinco vogais: [a], [e], [i], [o], [u], com a extensão de vogal fonêmica:ā [a:], ē [e:], ī [i:], ō [o:], ū [u:].

### Consoantes
A tabela a seguir lista os fonemas consoantes de Yakan. 
|           |           | Labial | Alveolar | Palatal/ pós--alveolar | Velar | Glotal |
| --------- | --------- | ------ | -------- | ---------------------- | ----- | ------ |
| Nasal     | Nasal     | m      | n        |                        | ŋ     |        |
| oclusiva  | surda     | p      | t        |                        | k     | ʔ      |
| oclusiva  | sonora    | b      | d        |                        | ɡ     |        |
| Africada  | Africada  |        |          | d͡ʒ                     |       |        |
| Fricativa | Fricativa |        | s        |                        |       | h      |
| semivogal | semivogal |        |          | j                      | w     |        |
| Lateral   | Lateral   |        | l        |                        |       |        |

A consoante  d  geralmente é realizada entre vogais como uma vibrante [ɾ], embora alguns falantes usem a oclusiva [d] em todas as posições.
Todas as consoantes, exceto / d͡ʒ /, / h /, / j /, / w / e / ʔ /, podem ocorrer como consoantes longas.
As seguintes convenções de ortografia são usadas: y /j/, j /d͡ʒ/, ng /ŋ/, /ʔ/ 

## Amostra de texto
Mang gey matau mamayam si bakas palaihan nen, gey tekka si papilihan nen.
Português
Aqueles que esquecem suas raízes não entenderão seu futuro

## Escrita
O alfabeto latino usado pelo Yakan não apresenta as letras C, F, Q, R, V, X, Z. Usa-se a forma Ng para ŋ